# 尼帕尔斯
尼帕尔斯是德国梅克伦堡-前波美拉尼亚州的一个市镇。总面积35.90平方公里，总人口1861人，其中男性962人，女性899人（2011年12月31日），人口密度52人/平方公里。